# 人工衛星観測

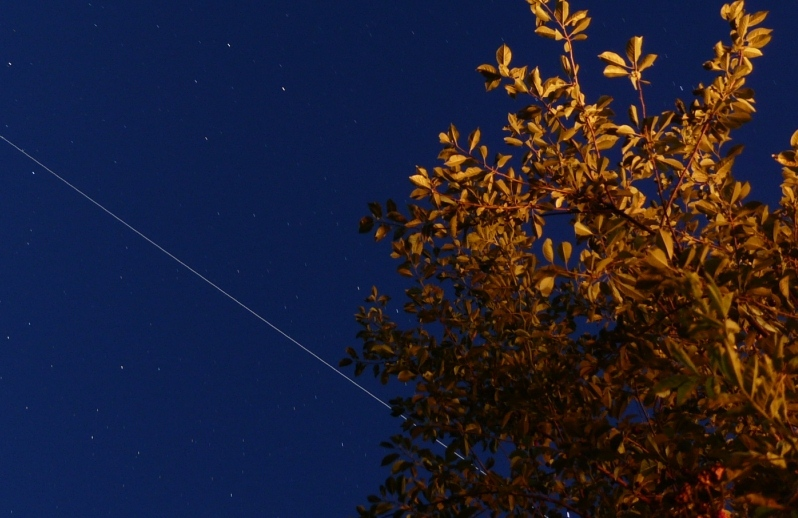
ISSの天体写真。他の天体よりも速い速度で移動していることがわかる。

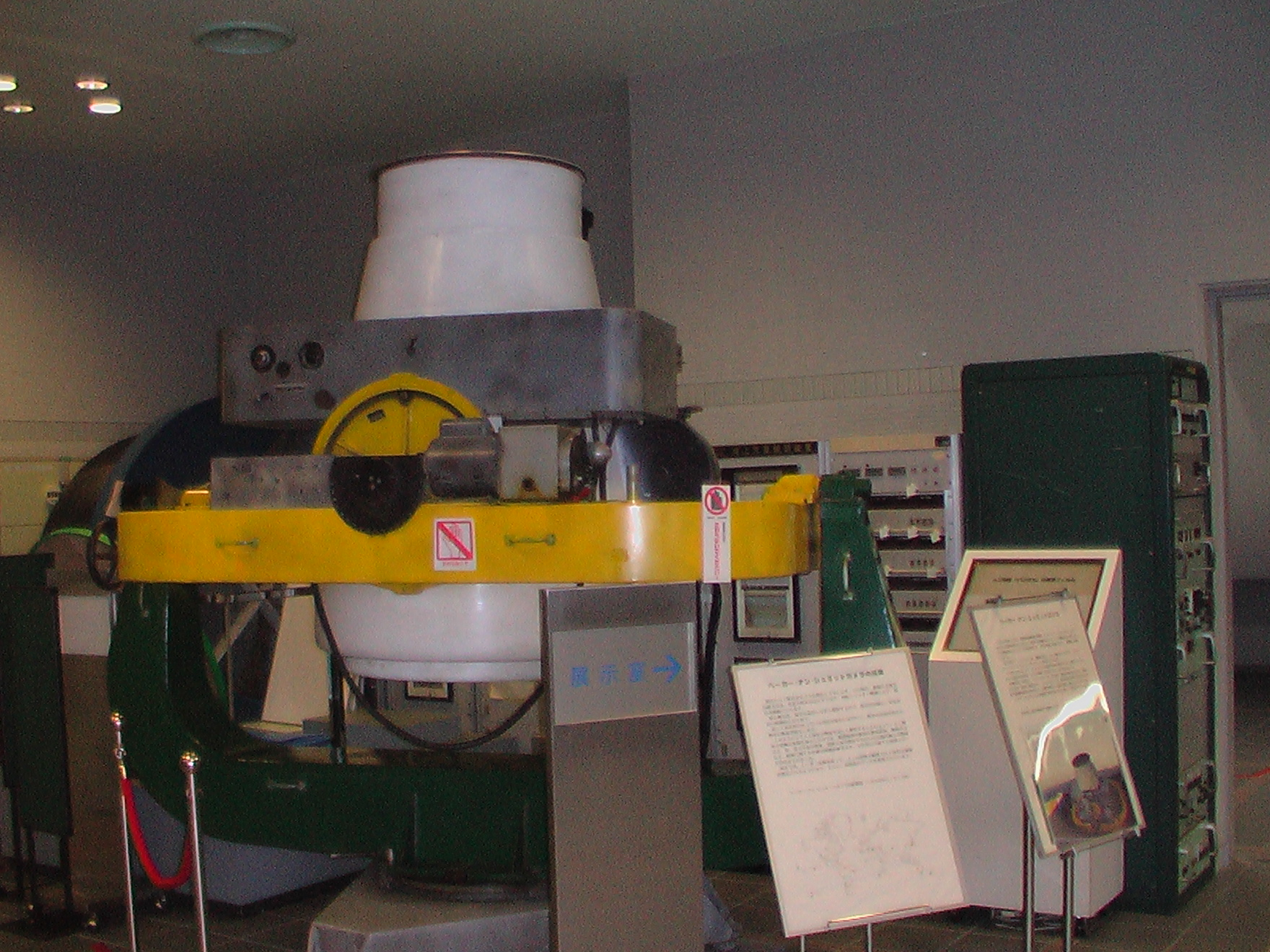
スミソニアン天体物理観測所によって人工衛星の追跡を目的として1958年に東京天文台三鷹観測所に設置されたベーカー＝ナン カメラ(現在は姫路科学館にて展示)

人工衛星観測（じんこうえいせいかんそく、英: Satellite watching）は地球を周回する人工衛星をトラッキングし、地上から観測すること。このことを趣味とする者は、サテライト・ウォッチャー、トラッカー、スポッターなどと呼ばれる。 

## 概要
人工衛星はそれ自体が発光しないので、太陽の光の反射によって見ることができる。昼間は空が明るすぎるので、観測できる時間帯は必然的に夕方か明け方に限られてくる。また、光は白色であり、点滅しない。もし人工衛星と思っている光点が周期的に点滅したり、赤色であったのならそれは航空機である可能性が高い。
惑星や恒星、彗星の軌跡とは異なり、人工衛星は光点が天球上をゆっくりと滑るように移動していく用に見える。肉眼でも確認可能な人工衛星は300以上存在すると言われる。現在最も大きい人工衛星は国際宇宙ステーション（ISS）だが、このISSが天頂付近を通る場合は、金星（-4等級）や木星（-2等級）よりも明るく見える。
衛星のスポッティング（位置特定）を支援する多くのプラネタリウムや衛星追跡（en）プログラムが存在する。

## 歴史
アマチュアによる衛星追跡は、スミソニアン天体物理観測所がアマチュア天文家の協力の下、ソビエト連邦のスプートニク計画を追跡する計画、オペレーション・ムーンウォッチ（en）を立ち上げた1956年にまで遡ることができる。これは第二次世界大戦に行われた敵の爆撃機のあたりをつけるGround Observer Corps計画に似ている。ムーンウォッチは1958年に専門家による観測が展開されるまでは非常に重要な役割を果たした。この計画1975年に中断される。1958年にスミソニアン天体物理観測所によって人工衛星の追跡を目的としてベーカー＝ナン カメラがアルゼンチン、オーストラリア、キュラソー島、スペイン、日本、インド、ペルー、南アフリカ、イランとアメリカ国内の3箇所に計12台が設置された。日本国内では当初東京天文台三鷹観測所に設置されたが、1968年に堂平観測所に移設された。
2008年2月、ニューヨーク・タイムズの一面にアマチュアサテライト・ウォッチャー、Ted Molczan とアメリカの偵察衛星USA 193に関する記事が掲載された。2008年2月21日にUSA 193 はアメリカの衛星破壊兵器実験により破壊されていたのである。アメリカの当局者はUSA 193に関する情報提供に消極的であったが、記事によれば、彼の観測によって「政府の重要秘密を一部明らかにし、インターネット上でそれらを共有した」という。
NASAの軌道観測グループ（Orbital Information Group；OIG）は地球軌道上の10,000以上の物体に関する情報を無償提供している。近年では安全上の脅威であると判断され、2008年にはOIGのウェブサイトをアメリカ空軍サイトに移し、情報を制限する試験的なプログラムが行われている。

## 衛星観測クラブ
世界には多くの衛星観測クラブが存在し、中には賞を出しているものもある。
- Astronomical League：アマチュア天文学組織。衛星観測クラブを持つ[7]。